# Lanteira
Lanteira ist eine Gemeinde in der Provinz Granada im Südosten Spaniens mit 543 Einwohnern (Stand: 2024). Die Gemeinde liegt in der Comarca Guadix. 

## Geografie
Die Gemeinde grenzt an Aldeire, Alpujarra de la Sierra, Alquife, Bérchules, La Calahorra, Jérez del Marquesado, Valle del Zalabí und Válor. 

## Geschichte
Die Ortschaft geht auf die Römerzeit zurück, als hier Silber abgebaut wurde. In der Zeit von Al-Andalus war es ein Kurort mit eigenen Bädern.

## Persönlichkeiten
- Manuel Medina Olmos (1869–1936), römisch-katholischer Geistlicher, Bischof von Guadix 1928–1936